# Sven Malm
Sven August Malm (Stockholm, 25 februari 1894 – aldaar, 26 november 1974) was een Zweedse sprinter. Malm nam in 1920 deel aan de Olympische Spelen. Hij behaalde met het Zweedse team een bronzen medaille op de 4 x 100 m estafette.

## Titels
- Zweeds kampioen 400 m horden - 1917
- Zweeds kampioen 4 x 100 m - 1919, 1920, 1921
- Zweeds kampioen 4 x 400 m - 1919, 1920, 1921, 1922

## Persoonlijke records
| Onderdeel | Prestatie | Jaar |
| --------- | --------- | ---- |
| 100 m     | 10,8 s    | 1920 |
| 200 m     | 22,0 s    | 1920 |
| 400 m     | 49,8 s    | 1920 |

## Palmares

### 400 m horden
- 1917:  Zweedse kamp. - 57,4 s

### 4 x 100 m
- 1919:  Zweedse kamp. - 43,5 s
- 1920:  Zweedse kamp. - 44,5 s
- 1920:  OS - 42,9 s
- 1921:  Zweedse kamp. - 43,5 s

### 4 x 400 m
- 1919:  Zweedse kamp. - 3.30,8
- 1920:  Zweedse kamp. - 3.28,0
- 1920: 5e OS
- 1921:  Zweedse kamp. - 3.23,7
- 1922:  Zweedse kamp. - 3.26,2